# Alen Jelen
Alen Jelen, slovenski režiser, dramaturg, umetniški vodja, tudi igralec, * 1970, Maribor, Slovenija.

## Življenjepis
Alen Jelen je rojen 8. decembra 1970 v Mariboru. Po končani srednji šoli se je leta 1991 vpisal na AGRFT v Ljubljani in diplomiral iz dramaturgije. Na AGRFT je študiral tudi režijo in leta 2008 diplomiral v letniku prof. in režiserja Dušana Mlakarja.
V letih od 1986 do 1990 je bil član Dramskega studia Drame SNG Maribor, ki ga je vodil Vili Ravnjak. V času Dramskega studia je nastopil v predstavah mariborske Drame - Ukradeni princ in izgubljena princeska, Pasijon po Lukulu, Metastabilni gral, Modri angel, Sen kresne noči.
Od leta 2000 umetniško vodi ŠKUC gledališče. Od leta 2007 redno deluje v uredništvu igranega programa Radia Slovenija kot režiser.
Od leta 2002 je tajnik strokovnega društva Združenje dramskih umetnikov Slovenije. Od leta 2000 vodi ŠKUC gledališče.
Alen Jelen je za svoje radijsko in gledališko ustvarjanje prejel nekaj priznanj in nagrad. V letu 2010 je prejel "bršljanov venec", strokovno priznanje Združenja dramskih umetnikov Slovenije. Živi in dela v Ljubljani.

## Režije

### Gledališče in radio
- Ana Svetel, Kaja Blazinšek, Helena Čehovin Griželj, Svilna pot, kratka radijska igra, Radio Slovenija, 2020
- Ana Svetel, Alen Jelen, Kaja Blazinšek, Prvi sneg, kratka radijska igra, Radio Slovenija, 2020
- Tjaša Mislej, Grške počitnice, radijska igra, Radio Slovenija, 2020
- Nejc Gazvoda/Maša Pelko, Tih vdih, radijska igra, Radio Slovenija, 2020
- Rok Vilčnik, Večja od vseh, Prešernovo gledališče Kranj, 2019/20
- Ajda Gliha, Kraja, kratka radijska igra, Radio Slovenija, 2019
- Beneška ljudska, O slamici, ogeljčku in fižolčku, ŠKUC gledališče, 2019/20
- Saša Pavček, Na valovih, Slovensko stalno gledališče Trst, ŠKUC gledališče, 2019/20
- Vinko Möderndorfer, Sestre, radijska igra/zvočna knjiga, Radio Slovenija
- Fran Levstik, Martin Krpan z Vrha, umetniška pripoved v slovenskem in nemškem jeziku, Radio Slovenija, 2019
- Martin Sherman, Rožnati trikotnik, ŠKUC gledališče, Cankarjev dom, Zavod Kolaž, 2018/19
- Reiner W. Fassbinder, Grešni kozel, radijska igra, Radio Slovenija, 2018
- Vinko Möderndorfer, Jaz, Batman, radijska igra, Radio Slovenija, 2018
- Mišo Mićić, Gneča na blagajni, kratka radijska igra, Radio Slovenija, 2018
- Nika Švab, Veseli december, kratka radijska igra, Radio Slovenija, 2018
- Stefano Benni, Očka bo na TV, kratka radijska igra, Radio Slovenija, 2018
- Neda R. Bric, Marko Klavora, Slovenski begunci s Soške fronte, Radio Slovenija, 2018
- Jean Cocteau, Strašni starši, Mestno gledališče ljubljansko, 2018/19
- Florian Zeller, Resnica, Slovensko stalno gledališče Trst, 2017/18
- Kim Davies, Hči, kratka radijska igra, Radio Slovenija, 2020
- Reiner W. Fassbinder, Grešni kozel, Slovensko mladinsko gledališče in Radio Slovenija, 2017
- Simona Semenič, Tisočdevetstoenainosemdeset, radijska igra, Radio Slovenija, 2017
- Ingmar Villqist, Helverjeva noč, Prešernovo gledališče Kranj in ŠKUC gledališče, 2015/16
- Henrik Ibsen, John Gabriel Borkman, radijska igra, Radio Slovenija, 2016
- Mattias Brunn, Brez solz za pedre (po dokumentarnem romanu Johana Hiltona), ŠKUC gledališče in Cankarjev dom, 2015/16
- Ljudmila Razumovska, Draga Jelena Sergejevna, SNG Nova Gorica, 2015/16
- Saška Rakef, Tolkalo, radijsko-gledališka igra, Radio Slovenija, 2016
- Vinko Möderndorfer, Inšpektor Gaber - Slovo, kriminalistična radijska nanizanka, Radio Slovenija - 1. program, 2015
- Vinko Möderndorfer, Inšpektor Gaber - Zadnji selfi, kriminalistična radijska nanizanka, Radio Slovenija - 1. program, 2015
- Vinko Möderndorfer, Inšpektor Gaber - Dolg, kriminalistična radijska nanizanka, Radio Slovenija - 1. program, 2015
- Saška Rakef, Tolkalo, radijsko-gledališka igra, Radio Slovenija in Gledališče Glej, 2015
- Daniel Glattauer-Ulrike Zemme, Vaskih sedem valov, Prešernovo gledališče Kranj in Mestno gledališče Ptuj, 2015/16
- Marie Ndiaye, Hilda, Prešernovo gledališče Kranj in ŠKUC gledališče, 2014/15
- Saša Rakef, Peta izmena - Za vsako ceno, kontaktna radijska igra, Radio Slovenija - 1. program, 2014
- Saša Rakef, Peta izmena - Legalno že, kaj pa legitimno?, kontaktna radijska igra, Radio Slovenija - 1. program, 2014
- Saša Rakef, Peta izmena - Matrica, kontaktna radijska igra, Radio Slovenija - 1. program, 2014
- Saša Rakef, Peta izmena - Prava izbira, kontaktna radijska igra, Radio Slovenija - 1. program, 2014
- Saša Rakef, Peta izmena - Na čas preživim v igri s svojim otrokom ali v bitki za svojega otroka, kontaktna radijska igra, Radio Slovenija - 1. program, 2014
- Saša Rakef, Peta izmena - Za ščepec premalo soli, kontaktna radijska igra, Radio Slovenija - 1. program, 2014
- Marie Ndiaye, Hilda, radijska igra, Radio Slovenija, 2014
- Cvetka Bevc, Desetka 3 - Frajer pa tak, radijska igra, Radio Slovenija, 2014
- Cvetka Bevc, Desetka 2 - Jaz nisem nič posebnega, radijska igra, Radio Slovenija, 2014
- Cvetka Bevc, Desetka 1 - Trzaj, stari, in meni dol visi, radijska igra, Radio Slovenija, 2014
- Viktorija Rangelova, Gola, MGL  in ŠKUC gledališče, 2013/14
- Tom D. Bidwell, Stvari, ki jih je potrebno narediti pred smrtjo, Radio Slovenija, 2013
- Ivana Sajko, Saša Rakef, Ženska bomba, Radio Slovenija, 2013
- Georges Feydeau, Ne sprehajaj se no vendar čisto naga, Slovensko stalno gledališče Trst, 2012/13
- John Patrick Shanley, Dvom, prilika, Prešernovo gledališče Kranj, 2012/13
- Kurat Marko, Srajca srečnega človeka, radijska igra, Radio Slovenija, 2012
- Erhard Schmied , Hollywood Boulevard, radijska igra, Radio Slovenija, 2012
- Pernille Iversen, Eksperiment, kratka radijska igra, Radio Slovenija, 2012
- Jana Kolarič, Tatjana Kokolj, Koga se strah boji, radijska igra za otroke, Radio Slovenija, 2011
- Andrej Blatnik, Skoraj popoln večer, kratka radijska igra, Radio Slovenija, 2011
- Daniel Glattauer-Ulrike Zemme, Proti severnemu vetru, Prešernovo gledališče Kranj in Mestno gledališče Ptuj, 2011/12
- Marie Ndiaye, Hilda, radijska igra, Radio Slovenija in Radio Maribor, 2011
- Suzana Tratnik, Lep dan še naprej, kratka radijska igra, Radio Slovenija, 2011
- Miomira Šegina, Boben usode, kratka radijska igra, Radio Slovenija, 2011
- Zmago Frece, Alen Jelen, Sonja Strenar, Lakota' (zvočni radijski dokument o pesniku in radijskem ustvarjalcu Zmagu Frecetu), Radio Slovenija, 2011
- Tom Dalton Bidwell, Družba na poti, MGL  in ŠKUC gledališče,2010/11
- Ingunn Anreassen, Vse za Danijela, radijska igra za otroke, Radio Slovenija, 2010
- Tamara Doneva, Misterij žene - monodrama, ŠKUC gledališče,2010/11
- Tanja Vihar, Nisem več Marija, radijska igra, Radio Slovenija, 2010
- Philip Ridley- Gregor Fon, Vincent River, radijska igra, ŠKUC gledališče in Radio Slovenija, 2010
- Matjaž Briški, Splav ali ladja norcev, radijska igra, Radio Slovenija, 2010
- Goran Vojnović, Dobr' je, kratka radijska igra, Radio Slovenija, 2010
- Ana Kržišnik in več avtorjev, Noč v Ljubljani- igrani radijski dokumentarec o Joycu, Radio Slovenija, 2009
- Ljudska-Gregor Fon, Zakaj ima vsak fižolček bel trebušček, radijska igra za otroke, Radio Slovenija, 2009
- Hávar Sigurjónsson, Sinko, ŠKUC gledališče  in Gledališče Glej, 2008/09
- Miha Mazzini, Let v Rim, MGL in Gledališče Glej, 2008/09
- Berta Bojetu Boeta, Osama, radijska igra, Radio Slovenija, 2008
- Janja Vidmar - Ana Kržišnik, Nimaš pojma, radijska igra za otroke, Radio Slovenija, 2008
- John Scott - Vilma Štritof, Arhitekt, radijska igra, Radio Slovenija, 2008
- Tone Čufar, Alen Jelen Polom, radijska igra, Radio Slovenija, 2007
- Philip Ridley Vincent River, ŠKUC gledališče  in Gledališče Glej, 2007/08
- Irena Androjna Iščemo žogo in medvedka, radijska igra za otroke, Radio Slovenija, 2007
- Saša Pavček Arija, radijska igra, Radio Slovenija, 2007
- Vinko Möderndorfer Ljubezen in gledališče, radijska igra, Radio Slovenija, 2007
- Klemenčič-Cvetko-Sitar Dr. Faust, radijska igra, Radio Slovenija, 2007
- Anton Tomaž Linhart Ta veseli dan ali Matiček se ženi, Gledališče Toneta Čufarja Jesenice. 2006/07
- Evald Fliser Nora Nora, ŠKUC gledališče  in AGRFT Ljubljana, 2006/07
- Nick Grosso Pičke, ŠKUC gledališče in AGRFT Ljubljana, 2005/06
- George Feydeau Ne sprehajaj se no vendar čisto naga, Gledališče Toneta Čufarja Jesenice, 2005/06
- Edna Mazya Igre na dvorišču, Škuc gledališče, 2002/03
- Berta Bojetu Osama, ŠKUC gledališče in Linhartova dvorana Radovljica, 2002/03
- Suzana Tratnik Ime mi je Damjan, ŠKUC gledališče, 2001/02
- Jean Cocteu Človeški glas, ŠKUC gledališče, 2000/01
- Kristina Brenkova Najlepša roža, Šentjakobsko gledališče, 1998/99
- Ben Minolli Vilinček z lune Šentjakobsko gledališče, 1996/97
- Berta Bojetu Gremo k babici, Lutkovno gledališče Ljubljana, 1994/95
- Alojz Kraigher Školjka, r. Jože Babič, Šentjakobsko gledališče (asistenca režije), 1994/95
- Dan Totheroth Ukradeni princ in izgubljena princeska, Šentjakobsko gledališče, 1993/94

## Nagrade
- 2017 Nagrada občinstva za predstavo Helverjeva noč na 18. mednarodnem gledališkem festivalu Zlati lev v Umagu
- 2016 Nagrada Zlati lev za izjemno konceptualno premišljeno gledališko vizijo na 17. mednarodnem gledališkem festivalu Zlati lev v Umagu (Mattias Brunn Brez solz za pedre, Škuc in CD)
- 2015 Prva nagrada za radijsko igro Hilda na Arhivirano 2015-06-01 na Wayback Machine. “The Winter’s Tales” UK International Radio Drama Festival, Herne Bay
- 2014 Prix Ex Aequo 2014, Bratislava, uvrstitev v finale z radijsko igro "Stvari, ki jih je treba narediti pred smrtjio
- 2014 Prix Italia 2014, Torino, uvrstitev na short listo (v finale) z radijsko igro "Stvari, ki jih je treba narediti pred smrtjio
- 2014 Priznanje RTV Slovenija za najkakovostnejše dosežke v letu 2013 (za radijsko igro Ženska bomba)
- 2013 Prix Italia 2013, Torino, uvrstitev na short listo (v finale) z radijsko igro Ženska bomba
- 2012 Priznanje RTV Slovenija 2011 za dobitnike mednarodnih ali domačih nagrad
- 2011 Bršljanov venec (stanovsko priznanje Združenja dramskih umetnikov Slovenije) za gledališko in radijske režije v letu 2010
- 2009 Priznanje RTV Slovenija 2008 za dobitnike mednarodnih ali domačih nagrad
- 2008 Peace and Friendship of Nations (specialna kategorija festivala v Esfahanu) - druga nagrada za izvedbo radijske igre Arija, 9. mednarodni radijski festival v Iranu
- 2007 nagrada občinstva za najboljšo predstavo na 20. Čufarjevih dnevih - Ta veseli dan ali Matiček se ženi, Čufarjevi dnevi 2007, Jesenice.
- 2006 nagrada občinstva za najboljšo komedijo - Ne sprehajaj se no vendar čisto naga, Novačanovi dnevi 2006, Trnovlje.
- 2005 Zlatolaska - skupinska nagrada za najboljšo predstavo v celoti - Milan Jesih Grenki sadeži pravice ,AGRFT

## Drugo

### scenariji, priložnostne prireditve, publicistika, idr.
- V iskanju lepega; TV scenarij za dokumentarni film o dramski igralki Miri Sardoč (1993)
- Pravljice; pripovedovalec pravljic; več zgoščenk (izdajatelj Studio Gong) (1995)
- Šentjakobsko gledališče; urednik gledališkega lista 1996-2001
- 80 let Šentjakobskega gledališča (slavnostna proslava); režija prireditve (2001)
- 100 let Društva novinarjev Slovenije; režija po scenariju Gojka Bervarja in članov DNS;  v novem delu Narodne galerije Ljubljana (2005)
- Dvignjena zavesa; oddaja o gledališču; samostojni urednik-redaktor od leta 2003 do 2008 (od leta 1998 do 2003 skupaj z Vladimirjem Kocjančičem
- Drama SNG Ljubljana; član strokovnega sveta, 3 mandate; predsednik strokovnega sveta od leta 2010 do 2011
- Kristalni mikrofon 2005, režija za Društvo napovedovalcev Slovenije,Lutkovno gledališče Ljubljana in Radio Slovenija (2005)
- Zavod Gledališče Toneta Čufarja; član sveta zavoda (2007-2008)
- Zavod Radio Študent; predsednik Sveta zavoda RŠ(od 2006 do 2010)
- strokovna komisija za nadzor JSKD pri Ministrstvu za kulturo RS; član komisije(razrešen leta 2012)
- ŠKUC gledališče; umetniški vodja od leta 2000
- MGL, član strokovnega sveta od 2009
- Sklad Staneta Severja; član komisije za nagrade
- PG Kranj, član strokovnega sveta
- Nočni pogovori, Igralci v etru, knjiga, 159. zvezek - Knjižnica MGL, Ljubljana, 2013

### Sorodni članki
- seznam slovenskih režiserjev
- seznam slovenskih dramaturgov
- seznam slovenskih igralcev